# Колд Беј (Аљаска)
Колд Беј (енгл. Cold Bay) град је у америчкој савезној држави Аљаска.

## Демографија
По попису из 2010. године број становника је 108, што је 20 (22,7%) становника више него 2000. године.
| Група             | 2000.      | 2010.      |
| Белци             | 62 (70,5%) | 78 (72,2%) |
| Афроамериканци    | 3 (3,4%)   | 2 (1,9%)   |
| Азијати           | 4 (4,5%)   | 2 (1,9%)   |
| Хиспаноамериканци | 2 (2,3%)   | 5 (4,6%)   |
| Укупно            | 88         | 108        |